# Granville (Nova York)
Granville és una població dels Estats Units a l'estat de Nova York. Segons el cens del 2000 tenia 2.644 habitants.

## Demografia
Segons el cens del 2000, Granville tenia 2.644 habitants, 1.024 habitatges, i 630 famílies. La densitat de població era de 646,1 habitants/km².
Dels 1.024 habitatges en un 32% hi vivien nens de menys de 18 anys, en un 43,1% hi vivien parelles casades, en un 14,1% dones solteres, i en un 38,4% no eren unitats familiars. En el 33% dels habitatges hi vivien persones soles el 17,4% de les quals corresponia a persones de 65 anys o més que vivien soles. El nombre mitjà de persones vivint en cada habitatge era de 2,41 i el nombre mitjà de persones que vivien en cada família era de 3,04.
Per edats la població es repartia de la següent manera: un 25,7% tenia menys de 18 anys, un 8,2% entre 18 i 24, un 25% entre 25 i 44, un 19,4% de 45 a 60 i un 21,7% 65 anys o més.
L'edat mediana era de 37 anys. Per cada 100 dones de 18 o més anys hi havia 79,3 homes.
La renda mediana per habitatge era de 29.709 $ i la renda mediana per família de 38.444 $. Els homes tenien una renda mediana de 28.221 $ mentre que les dones 20.488 $. La renda per capita de la població era de 15.424 $. Entorn de l'11,6% de les famílies i el 17,2% de la població estaven per davall del llindar de pobresa.